# Leon Niemczyk

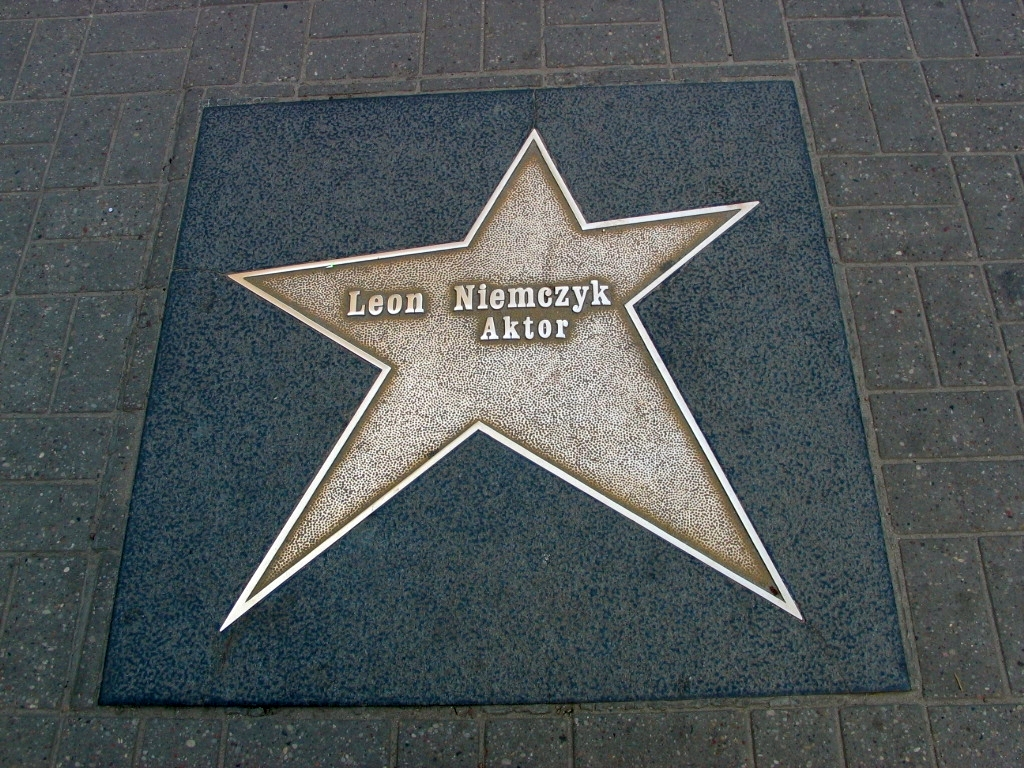
Estrella de Leon Niemczyk en Łódź

Leon Stanisław Niemczyk (15 de diciembre de 1923 - 29 de noviembre de 2006) fue un actor polaco.
Niemczyk se convirtió en una estrella de taquilla líder a lo largo de la década de 1960, conocido por dramas serios, incluidos dramas históricos y películas de guerra. Apareció en más de 500 películas y programas de televisión a lo largo de su carrera. Sus papeles más memorables fueron Fulko de Lorche en Krzyżacy de Aleksander Ford, Andrzej en Nóż w wodzie de Roman Polanski y Jerzy en Pociąg de Jerzy Kawalerowicz.
Niemczyk se convirtió en una estrella internacional gracias a la recepción positiva de su papel principal en Nóż w wodzie (1962), lo que le valió la primera nominación del cine polaco al Premio Óscar a la mejor película internacional.
Durante la Segunda Guerra Mundial, sirvió bajo el mando del general George S. Patton en el tercer ejército de Estados Unidos. Murió de cáncer.

## Filmografía seleccionada
- Celuloza (1954) coml Mayor Stuposz
- Godziny nadziei (1955) como Oficial americano
- Trzy starty (1955)
- Zaczarowany rower (1955) como Doctor
- Sprawa pilota Maresza (1956) como Surowiec
- Nikodem Dyzma (1956) como Intérprete del Sr. Cox
- Człowiek na torze (1957) como Pasajero (sin acreditar)
- Eroica (1958) como Teniente Istvan Kolya (segmento: "Scherzo alla Polacca")
- Król Macius I (1958)
- Ósmy dzień tygodnio (1958) como Ciapus
- Co rekne zena? (1958) como Pasajero de tren
- The Depot of the Dead (1959) como Nine
- Pociąg (1959) como Jerzy
- Sygnaly (1959) como Jefe
- Krzyżacy (1960) como Fulko de Lorche
- Szklana góra (1960) como Jarek
- Szczesciarz Antoni (1961) como Saturnin Potapowicz
- Odwiedziny prezydenta (1961) como Witold - ojciec Jacka / Presidente
- Tonight a City Will Die (1961) como Prisionero de guerra estadounidense (sin acreditar)
- The Artillery Sergeant Kalen (1961) como Saszko 'Bir'
- Nóż w wodzie (1962) como Andrzej
- La sombra del vengador (1962) como El traidor Grandville
- Ich dzien powszedni (1963) como Lekarz
- Na białym szlaku (1963) como Sikora
- Pamietnik pani Hanki (1963) como Toto
- Yokmok (1963) como Smuggler
- Agnieszka 46 (1964) como Zenon Balcz
- Panienka z okienka (1964) como Fiscal
- El manuscrito encontrado en Zaragoza (película) (Rękopis znaleziony w Saragossie) (1965) como Don Avadoro
- Sposób bycia (1966) como Górny
- Jutro Meksyk (1966) como Offcial
- Katastrofa (1966) como Fiscal
- Don Gabriel (1966) como Leukamer
- Zejscie do piekla (1966) como Harrison
- Powrót na ziemie (1967) como Lekarz
- Chudy i inni (1967) como Periodista
- Cala naprzód (1967) como Su excelencia
- Frozen Flashes (1967) como Stefan
- Bicz bozy (1967) como Grebizewski
- The Nutcracker (1967) como Jan
- Poradnik matrymonialny (1968) como Barman
- Hrabina Cosel (1968) as Count Lecherenne
- Sasiedzi (1969) como Comandante de policía
- Verdacht auf einen Toten (1969) como Dr. Roth
- Zeit zu leben (1969) como Lorenz Reger
- Aus unserer Zeit (1970) como Sascha Pronin (segmento: "Der Computer sagt: Nein")
- Raj na ziemi (1970) como Conductor Ziólkowski
- Znaki na drodze (1970) como Paslawski
- Bladego Józka (1970) como Czekala
- Twarz aniola (1971)
- KLK Calling PTZ - The Red Orchestra (1971) como Vincente Douglas
- Stranen dvuboy (1971) como Robert Huston
- Lekce (1972) como Stone
- Zabijcie czarna owce (1972) como Mayor
- Szerokiej drogi, kochanie (1972) como Adam Mackowski
- Tecumseh (1972) como McKew
- Vyatarat na pateshestviyata (1972)
- Copernicus (1973) como Don Alonso
- Apachen (1973) como Ramon
- Unterm Birnbaum (1973) como Szulski
- Die Schlüssel (1974) como Pawlik
- El diluvio (Potop) (1974) como Karol X Gustaw
- Zapamiętaj imię swoje (1974) como Capitán Piotrowski
- Prípad mrtvého muze (1975) como Polský kriminalista
- Mein blauer Vogel fliegt (1975) como Tío Marian
- Die schwarze Mühle (1975, película de televisión) como Müller
- Kazimierz Wielki (1976) como Karol Robert
- In the Dust of the Stars (1976) como Thob
- Beethoven - Tage aus einem Leben (1976) como Fürst Andreas Rasumowski
- Karino (1977) como Jablecki
- Bezkresne laki (1977) como Daniel
- Milioner (1977) como Conductor de taxi
- Palace Hotel (1977) como Sr. Lacoste
- Rekolekcje (1978) como Profesor que realiza la autopsia (narrador)
- Ich will euch sehen (1978) como Comandante
- Wesela nie bedzie (1978) como Jefe de departamento hospitalario
- Severino (1978)
- Anton the Magician (1978) como Max Kettler
- Achillesferse (1978)
- Fleur Lafontaine (1978) como Bangemann
- Des Henkers Bruder (1979) como Berner
- Trini (1979) como Graf Ariola
- Pokhishchenie 'Savoi' (1979) como Berje
- Gwiazdy poranne (1980) como Baldt
- Na wlasna prosbe (1980) como Jerzy
- Ojciec królowej (1980) como Baron von und zu Waldzug
- Die Schmuggler von Rajgrod (1980) como Waldemar Dreßler
- Wyrok smierci (1980) como Mayor Rawicz
- Levins Mühle (1980) como Korrinth
- Dve strochki melkim shriftom (1981) como Revolucionario
- Die Kolonie (1981) como Hansen
- Vabank (1981) como Jeweler
- Krab i Joanna (1982) como Capitán Cezary
- 'Anna' i wampir (1982) como Mjr. Dobija
- Der lange Ritt zur Schule (1982) como Erster Böser
- Der Prinz hinter den sieben Meeren (1982) como Kaufmann
- Gry i zabawy (1982) como Stanislaw
- Wilczyca (1983) como Conde Wiktor Smorawinski
- Wielki Szu (1983) como Stefan Mikun
- Pastorale heroica (1983) como Plenipotenciario para la reforma agraria
- Planeta krawiec (1983) como Presidente
- Przekleta ziemia (1983)
- Odwet (1983) como Inzynier Midron
- Ostrze na ostrze (1983) como Walenty Dabski
- Okolice spokojnego morza (1983) como Baranski
- On, ona, oni (1983)
- Woman Doctors (1984) como Polnischer Arzt
- Akademia pana Kleksa (1984) como Golarz Filip
- Kamienne tablice (1984) como Profesor
- Fort 13 (1984) como Capitán
- Ultimatum (1984)
- Fucha (1984) como Propietario de la planta de tallado de lápidas
- Zánik samoty Berhof (1984) como Oficial polaco
- Szalenstwa panny Ewy (1985) como Zawilowski
- O-Bi, O-Ba: The End of Civilization (O-bi, o-ba: Koniec cywilizacji) (1985) como Hombre bien cuidado
- Fetysz (1985) como Mayor
- Smazalnia story (1985) como Arquitecto de distrito
- Pietno (1985) como Fiscal militar
- Przemytnicy (1985) como Policía
- Diabelskie szczescie (1985) como Jefe de departamento
- Dluznicy smierci (1986) como Detenido en Strzekociany
- Chrzesniak (1986)
- Bearskin (1986) como Niklaus
- Podróze pana Kleksa (1986) como Filip el Robot
- Sezon na bazanty (1986) como Propietario de garaje en Austria
- Mokry szmal (1986) como Tokarski
- Zastihla me noc (1986) como Comandante del campo de concentración
- Wakacje w Amsterdamie (1986)
- C.K. Dezerterzy (1986) como Gendarme
- Ga, Ga - Chwala bohaterom (1986) como Showman z tv
- Sceny dzieciece z zycia prowincji (1986) as Doctor W.
- Epizod Berlin West (1986) como Nyzynski
- Menedzer (1986) como Gerente Nowak
- Pierscien i róza (1987) como Primer Ministro Glumboso
- Zlota Mahmudia (1987)
- Miedzy ustami a brzegiem pucharu (1987) como Almirante von Carolath (uncredited)
- Misja specjalna (1987) coml Capitán Smith
- Luk Erosa (1987) coml Teniente Otto von Palinsky
- Koniec sezonu na lody (1988) como Doctor
- Gwiazda Piolun (1988) como Farmacéutico
- Sonata marymoncka (1988) como Conductor Borkowski
- Trójkat bermudzki (1988) como Director de prisión (sin acreditar)
- Niezwykla podróz Baltazara Kobera (1988) (narrador)
- Labedzi spiew (1988) como Director Rogozinski
- Obywatel Piszczyk (1988) como Padre de Renata
- Curse of Snakes Valley (1988) como Hombre con gafas negras
- Republika nadziei (1988) como Inspector Jost
- Slawna jak Sarajewo (1988) como Mayor
- Pan Kleks w kosmosie (1988) como Don Filippo
- Pan Samochodzik i praskie tajemnice (1989) como Bob Smith
- Konsul (1989) como Jerzy Berger
- Alchemik (1989) como Zwinger
- Kornblumenblau (1989) como Cabecilla de una fiesta de Navidad
- The Last Ferry (1989) como Capitán
- Powrót wabiszczura (1989) como Alcalde
- Swinka (1990) como David Arnoldson
- Bal na dworcu w Koluszkach (1990) como Embajador
- Gorzka milosc (1990) como General
- Zabic na koncu (1990)
- Der Streit um des Esels Schatten (1990) como Archon Onolaus
- Oko cyklonu (1990) como Oficial británico
- Powrót wilczycy (1990) como Ziembalski
- Seszele (1991) como Poziemski
- Walerjan Wrobel's Homesickness (1991) como Kapo
- Kanalia (1991) como Jefe de Wert en Alemania
- Kuchnia polska (1991) como Ignacy Feureisen
- Calls Controlled (1991) como Secretario general
- Siwa legenda (1991) como Alojzy
- Warszawa. Année 5703 (1992) como Oficial, vecina de Stefania
- Zwolnieni z zycia (1992)
- Daens (1992) como Miembro del Comité
- The Temp (1993) como Licitador
- Conversation with a Cupboard Man (1993) como Inspector
- Kolos (1993) como Stefan
- Lowca. Ostatnie starcie (1994) como Edward
- Blood of the Innocent (1994) como Sacerdote polaco
- Zabi skok (1994) como Alfred Zineman
- Polska smierc (1995) como Profesor Zablocki
- Dzieje mistrza Twardowskiego (1996) como Tomasz Reiner,
- Drzewa (1996) como Profesor
- Tsarevich Alexei (1996) como Conde Schonborn
- The Island on Bird Street (1997) como Podulski
- A Trap (1997) como Jefe de policía
- Sztos (1997) como Turista alemán
- Ksiega wielkich zyczen (1997) como Zawadzki
- Mamo, czy kury potrafia mówic? (1997) como Awidor (narrador)
- Odlotowe wakacje (1999) como Doctor
- Zakochani (2000) como Ksiadz
- To my (2000) como Director szkoly
- Chłopaki nie płaczą (2000) como Padre de Laska
- Przedwiosnie (2001) como Profesor Fiszer
- Poranek kojota (2001) como Senador
- Listy milosne (2001) como dueño de 'Mewa'
- E=mc2 (2002) coml Profesor
- Ubu król (2003) como Embajador de Estados Unidos
- Nienasycenie (2003) como Viejo Principe
- Po sezonie (2005) como Leon Kos
- Inland Empire (2006) como Marek
- Szatan z siódmej klasy (2006) como Sirviente Leon

### Series de televisión
- Ranczo (2006-2007) como Japycz (aparición final)